# Attilaea abalak
Attilaea abalak är en sumakväxtart som beskrevs av E.Martínez & Ramos. Attilaea abalak ingår i släktet Attilaea och familjen sumakväxter. Inga underarter finns listade i Catalogue of Life.